# Praia Grande (Lagoa)
Praia Grande, Ferragudo
A Praia Grande localiza-se na freguesia de Ferragudo, Município de Lagoa, no Algarve, em Portugal.
Esta praia situa-se no estuário do rio Arade na entrada do porto de Portimão, a leste do Castelo de São João de Arade. Como outras praias do Barlavento Algarvio, é rodeada de arribas carbonatadas originadas no miocénio inferior, muito ricas em fósseis marinhos.